# Tuulos kyrka
Tuulos kyrka (finska: Tuuloksen kirkko) är en medeltida stenkyrka i Tavastehus. Tuulos var tidigare en självständig kommun.  Stenkyrkan byggdes antagligen omkring 1510–1540. 
Kyrkan hör till en av de mindre medeltida kyrkorna i Finland. Den fungerade troligen från början som gårdskyrka för Sairiala herrgård. Enligt dokument skulle gårdens ägare Knut Posse ha initierat byggandet redan 1478 genom att skänka tomten.
Sakristian byggdes först. I norrväggen finns en infälld relief i kalksten av släkten Posses vapen. I sakristian finns ett murat valv. Kyrkorummet och vapenhuset har murats mot medeltidens slut. Kyrksalen har ett tunnvalv av trä.
Kyrkan har uppförts i tidstypisk stil. Kyrkorummet orienterar sig i väst - östlig riktning. Som byggnadsmaterial har använts natursten och tegel. 
Kyrkans inre har inte bevarats i medeltida skick. Det finns tre bevarade altarskåp från 1480 - 1500. Av det har man antagit att kyrkan haft tre altaren. Det finns också en helgonstaty av den Heliga Birgitta.